# 水川スミレ
水川 スミレ（みずかわ すみれ、1994年2月3日 - ）は、日本のAV女優。LINX所属。デビュー当時の芸名は水稀 みり。

## 略歴
大阪府堺出身。ヤンキーとお笑いに囲まれて育ち、17歳で実家を出る。
ミナミでキャバクラ嬢を経験した後、2016年4月、プレステージの専属女優「水稀みり（みずき みり）」としてAVデビュー。この頃のプロフィールは、1996年5月5日生まれ、京都府出身であった。
AV女優となったきっかけは、知人のAV関係者から誘われた時に直感でなんとかなると思い、流れでなったとしている。
2017年11月15日、「水喜れい（みずき れい）」として新たにツイッターを開始し、活動の幅を広げるべく所属事務所を移し改名したことを報告。当初はロックオンに所属していたが、後にカロスエンターテインメントへ移籍。
2018年1月10日には「水川スミレ（みずかわ すみれ」でツイッターを開始。LINX所属となり改名したことを報告。「水川スミレ」のプロフィールは、1995年2月3日生まれ、大阪府出身となっている。
2018年には、「百多えみり」として、カリビアンコムから無修正AVにも出演している。
2020年8月からPodcastの番組「MI SO HORNY」を開始。全体ランキングで100位以内に入り、性教育コンテンツとして文春オンラインで取り上げられるなど話題となる。
2021年からアメリカに在住し、SNSで知り合い数年前より遠距離恋愛をしていたアメリカ人男性と結婚。しかし、結婚後に相手が水川曰く「史上最悪のサイコパス」な人物だったことが分かり、水川は日本に逃げ帰ってきたが離婚はまだしていない。
2023年11月、『Madonna電撃専属 真正痴女 水川スミレ 深く濃厚な接吻と寸止め中出しでM男クンを身も心もトロけさせる無限射精オーガズム』よりマドンナ専属女優となる。

## 人物
- 趣味はカラオケ[2]。中学生の時にスカイプで知り合った23歳の社会人の彼と高校1年の春に初体験[3]。
- 元キャバクラ嬢インフルエンサーのみゆうとはAV女優になる前、10代後半からの親友で「お姉さま」と呼ばれている[9]。
- 仕事は両親公認であり、AbemaTV『給与明細』では父親がインタビューに応じている[10]。AVや性的なものに偏見のない家庭であり、まったく別のAV撮影で偶然父の営む店舗が使用されたことがある[10]。
- ライターの芝田カズはほどよい筋肉質で53センチのくびれに目を奪われると批評[11]。俳優の渋江譲二は作品の7割が痴女もの作品であることで妖艶なルックスとエロさに言及[11]。
- 得意技は騎乗位。自身がイキやすいのは前後に動くグラインド式だが、AVユーザーは上下に動く杭打ち式が好きであることから、作品内では概ねグラインド式で満足してから杭打ち式をしているという[12]。前述の渋江は延々と高速で振り続けられるスタミナにも言及している[11]。

## 作品
◎はBD版発売作品。

### アダルトDVD / BD

#### 水稀みり 名義
- 新人 プレステージ専属デビュー（4月20日、プレステージ）
- 天然成分由来 水稀みり汁120％（5月20日、プレステージ）
- 新・絶対的美少女、お貸しします。 ACT.59（6月21日、プレステージ）
- 絶頂ランジェリーナ 17（7月15日、プレステージ）
- プレステージ夏祭 2016 最強ドエロ女の乱痴気バカンス（8月5日、プレステージ）
- 人生初・トランス状態 激イキ絶頂セックス（9月23日、プレステージ）
- 働く痴女系お姉さん vol.05（10月28日、プレステージ）
- 1VS1 【※演技一切無し】 本能剥き出しタイマン4本番 ACT.06（11月25日、プレステージ）
- 水稀みりの極上筆おろし 11（12月23日、プレステージ）

- 風俗タワー 性感フルコース3時間SPECIAL（1月27日、プレステージ）
- 48時間耐久連続巨根アクメ 9（2月24日、プレステージ）
- 水稀みりが淫語でいっぱい愛してあげる。 2（3月24日、プレステージ）
- なま なかだし 16（4月28日、プレステージ）
- 痴りたがり SP.01（5月26日、プレステージ）
- ポルノスター 11（6月23日、プレステージ）
- 超やりたい放題 3（7月28日、プレステージ）
- 濃厚密写 接写エロティシズム3本番 ACT.11（8月25日、プレステージ）
- 焦らし寸止め小悪魔ソープ 2（9月15日、プレステージ）
- 水稀みり 8時間 BEST PRESTIGE PREMIUM TREASURE vol.01 全12作品+未公開映像（11月3日、プレステージ）※ベスト版
- 水稀みりの凄テクを我慢できれば生★中出しSEX!（11月13日、ワンズファクトリー）
- エロ痴女ナースは口内射精がお好き 「水稀みり」IP電撃参戦!! 過激で巧みな淫交寝取りテク炸裂!（11月13日、アイデアポケット）
- 水稀みりの凄テクを我慢できれば生★中出しSEX!（11月13日、ワンズファクトリー）

- 時間無制限!発射無制限!M男専用 超高級中出し淫語ソープ（1月7日、痴女ヘブン）
- 世界一の細腰美尻でとことん抜くっ!! W53cmH88cmその差35cm 究極メリハリ桃尻!（2月1日、E-BODY）

#### 水川スミレ 名義
- 誘惑♡美容室 水川スミレ（4月6日、ドリームチケット）
- 軟派即日セックス Sさん(21歳) アパレル（4月13日、S級素人）※「Sさん」名義
- 【泥酔ヤリマン殿堂入り】 お酒を飲むとゴム無しでセックスしたくなる水川スミレの酔っぱらいドスケベプライベート動画（4月19日、チキチキカマー/妄想族）
- 淫語で誘う寸止め焦らし痴女 〜僕を生殺しにして愉しむ淫らな従姉〜（5月1日、Fitch）
- チクビ快感伝道師 水川スミレ（5月4日、ワープエンタテインメント）
- 寝取らせ検証 『綺麗な裸を残しておきたい』メモリアルヌード撮影で共演した夫よりも若いモデルの他人棒を見て愛液を垂らした妻はその後、SEXしてしまうのか? VOL.5（5月10日、コスモス映像）※「すみれ」名義
- 湯けむり温泉 一泊二日超いい女とやりまくり! 水川スミレ（5月11日、REAL）
- 羞恥 生徒同士が男女とも全裸献体になって実技指導を行う質の高い授業を実践する看護学校実習 2018 水川スミレ 生田みく 浅見せな 森はるら 妃月るい（5月24日、サディスティックヴィレッジ）
- ド痴女だらけ強制24射精 痴女ハーレム楽園 〜男潮吹き・中出し・連続ヌキ 完全独り占め240分〜 一ノ瀬梓 仲間明日香 水野朝陽 水川スミレ（5月25日、痴女ヘブン）
- 完全盗撮 同じアパートに住む美人妻2人と仲良くなって部屋に連れ込んでめちゃくちゃセックスした件。其の22（6月1日、変態紳士倶楽部）
- 巨乳水着ギャルばかりを狙う 海の家ナンパエステ 11（6月1日、変態紳士倶楽部）
- 潜入捜査官スミレ 反逆の銃声（6月7日、アタッカーズ）
- 結婚直前の蜜月、毎晩旦那さんに愛されて最高感度になっている新妻 ブライダルエステで油断したところに媚薬チ○ポを即ハメ! すぐに抵抗が弱まり、感じ始めたところでマシンバイブ挿入、潮を吹きまくって、中出しをすんなり受け入れる! 4（6月7日、サディスティックヴィレッジ）
- 夜勤病棟レ○プ 3 深夜の病室に一人で見回りに来た新米看護師純白のナース服をヒキチギッテ中出しレ○プ!!（6月7日、サディスティックヴィレッジ）
- 美獣女主人スミレ M男家畜奴隷契約 水川スミレ（6月13日、AVS Collector's）
- ブツクサいいながらハメハメしてくれる僕専用ヤンキーメイド（6月19日、kira☆kira）
- 私のハレンチな姿を見て下さい‥ガクブル快楽痙攣しちゃう、どエロい身体に溢れ出す大量濃厚ザーメンを中出しして快楽堕ちさせる最高の交尾!（6月19日、美人魔女）
- 磔獄門レイプ 5 UNLIMITED Target:ギャルJ○ 水川スミレ（6月21日、サディスティックヴィレッジ）
- 夫の遺影の前で犯されて、気が狂うほど絶頂した私。水川スミレ（6月25日、マドンナ）
- 隣のアル中奥さん 水川スミレ（7月1日、プラネットプラス）
- SEXの逸材。 VOL.20 ドスケベ素人の衝撃的試し撮り 性癖をこじらせてプレステージに自らやって来た本物素人さん達の顛末。（7月6日、プレステージ）
- 中出しご奉仕いたします 巨乳はちみつメイドカフェ 水川スミレ 宝田もなみ 月本愛 河音くるみ（7月13日、BAZOOKA）
- 初物喰い・色情先輩の悪戯 童貞後輩の緊張男根を、涎を垂らして咥え込む! 「みんな一緒に溜まった精液を、一滴残らず吸い取ってアゲル…♡」（7月25日、オーロラプロジェクト・アネックス）
- 我が家のリリアナさん 実写版（8月13日、無垢）
- 主観的強制射精管理 高級コールガール 男を弄ぶ高慢女（8月13日、AVS Collector's）
- 訪問先でおもちゃの実演販売をするトップセールスレディ 水川スミレ（9月1日、プラネットプラス/七狗留）
- 極上ボディ姉妹を愛人に囲って2人まとめて中出しする成功者な俺。 姉アン 妹スミレ（9月13日、E-BODY）
- 主観的強制射精管理 高級コールガール 男を弄ぶ高慢女 水川スミレ（9月13日、AVS collector’s）
- 息子の嫁が孕むまで、毎日中出し。（9月28日、人妻花園劇場）
- 媚薬を盛られ脳ミソ混乱アクメ! 嫌がりながらも挿入中に自らクリを擦りイキ乱れるギャル姉（10月11日、ナチュラルハイ）
- 即ディープ'KISS'痴女ヘルス 淫語接吻唾液専門店（10月13日、MOODYZ）
- 出会い系やりまくって特に可愛かった娘とのH動画を撮って売ってみた。（10月26日、SCOOP）
- 僕のねとられ話しを聞いてほしい 博打で蒸発して4年ぶりに地元へ戻った前夫に寝盗られたバツイチ元ヤンシンママ妻（11月7日、JET映像）
- 一般男女モニタリングAV 奇跡の連続射精大会（パーティー）☆ 渋谷のパリピな女子大生と応募で集めた童貞クンが初対面で即ナマ性交! 性欲溢れる童貞チ○ポを腰振り騎乗位で完全筆おろし! 一度の射精では収まらない! 1発10万円の連続中出しは終わらない!! 4組合計17発!（11月7日、DEEP'S）
- ヌレると弾け飛び全裸になるパッチンレオタード撮影会 3（11月8日、ROCKET）
- 出会い系やりまくって特に可愛かった娘とのH動画を撮って売ってみた。（11月9日、SCOOP）
- マジックミラー号 海水浴にきた水着ギャルを性感エステで激イカセ! 媚薬入りオイルでビンビンになった小麦色のヌルテカボディはミラー越しに彼氏・友達がいる前で、乳首イキ! 失禁! マジ絶頂が止まらない!!（11月22日、SODクリエイト）
- 向かい部屋の無防備すぎる人妻を覗いていたら股をひろげてオナりはじめた彼女と目があってしまった（12月14日、SCOOP）
- 続・マジックミラー号 ミラー号から降りてきた素人女性をま○こが乾く前にスタッフが再ナンパ! 民宿に連れ込みSEXした記録映像 水着美女編 2018（12月20日、SODクリエイト）

- 挑発痴女チアガール 水川スミレ（1月25日、e-kiss）
- 3人で宅飲み中に酔った親友の彼女がベロちゅうをおねだりしてきたバレたらヤバいと分かっていてもヤメられない止まれない糸をひくほど濡れたアソコに舌もチ○ポもねじ込んじゃった!! 3（1月25日、SCOOP）
- 睡眠薬を飲ませて… 説教中に強烈な睡魔に襲われ寝落ちしたクレーマー妻のパンスト破いて脱尿ダラダラ腹いせ姦（2月7日、ナチュラルハイ）
- リンパマッサージでガマンできずに綺麗なおねえさんのカラダを強引に弄りまくってたら感じてるようだったのでダメ元でお願いしたらヤラせてくれたッ!! 2（3月8日、LEO）
- あおり運転注意!ドラレコ流出! 無理やり巨漢プレスされた美女たち!（4月7日、桃太郎映像出版）
- ラッキーな胸チラを発見し、気づかれないように見てたけど、やっぱりバレてた?! 10 ～ヨガインストラクター編～（6月7日、LEO）
- SUPERパックリまんこアップ4時間SP Vol.13（11月1日、サルトル映像出版）

- 美人すぎるナースがオナニーできない僕を不憫に思ったのか「内緒ですよ…」とこっそり騎乗位で中出しまで…でも満足し足りなかったのかそのまま今度は激しい腰振り杭打ちピストンで上書き中出し!!（9月4日、DOC）
- 都合のいいタダマン オヤジ大好き欲求不満ビッチと朝までナマでパコパコ（9月19日、kira☆kira）
- 汗だく性欲まみれ痴女! 脱獄犯に強制中出しで犯されちゃったボク…7 水川スミレ（10月25日、痴女ヘブン）
- 会社飲みで終電逃してオンナ上司の家にお泊りしたら早漏なのがバレて金曜の夜から月曜の朝まで強制射精させられたボク 水川スミレ（11月1日、ワンズファクトリー）
- 汗かきびちょ濡れ中出し温泉セックス 5時間（11月27日、REAL）
- 愛しき彼女には見えない。僕のアソコを狙う幽霊との奇妙な3人暮らし。 市来まひろ 水川スミレ（12月25日、ダスッ!）

- 初老の小説家に飼われた女編集者 水川スミレ（1月1日、プラネットプラス）
- 完全プライベート映像 最強SSS級美スタイル女優 水川スミレと初めての二人きりお泊まり 水川スミレ（1月7日、パコパコ団とゆかいな仲間たち/妄想族）
- 一般男女モニタリングAV 職場の同僚ドッキリ企画 出張先のビジネスホテルで憧れの女先輩と後輩男子が2人っきりでまさかまさかの相部屋宿泊! 次々と巻き起こるエッチなハプニングで急接近した同じ職場の男女が会社に内緒の生ハメセックス! 翌日の仕事も忘れ没頭のけぞりイキした2人は中出しまでしてしまうのか 5（1月7日、DEEP'S）
- 絡み合う体液 ～濃厚接吻 情熱中出しセックス 水川スミレ（1月16日、MAXING）
- 人妻の浮気心 水川スミレ（2月1日、人妻援護会/エマニエル）
- パーソナルトレーニングNTR 個人レッスンでトレーナーに恋堕ちした美人妻 水川スミレ（2月5日、h.m.p）
- 【港区おじさん (¥持ち) とギャラ飲みしませんか?】募集でホイホイやってきた マ●コもノリも超軽いパコパコビッチ二人組を媚薬シャンパンでキメて痙攣イキしまくっている隙に激パコ中出し!（2月19日、kira☆kira）
- 『旦那が帰ってきちゃうから… 急いでしよっ』 即尺! 即ハメ! 美人セレブ妻は即効型の都合のイイ絶倫ビッチだった。 人妻:スミレさん。（2月25日、ナンパJAPAN）
- 息子の嫁は根っからの淫乱女だった…。 水川スミレ（3月1日、KSB企画/エマニエル）
- まるっと! 水川スミレ（4月1日、プラネットプラス）※単体ベスト
- 【ヌキ過ぎ注意】 おっぱいデカ娘は世界を救う! 巨乳ハメ撮り神動画!（6月19日、チキチキカマー/妄想族）
- プラベ個撮 巨乳・ギャル・デカ尻・中出し・ハメ撮り（11月16日、チキチキカマー/妄想族）

- 元パリピの絶倫女上司と下品な深夜残業 仕事で結果残せばご褒美中出し すかさず亀頭を擦って賢者タイムおあずけ終わらない男潮吹き!! 水川スミレ（1月18日、MOODYZ）
- パンデミックで海外から緊急帰国!! 「ご飯とかいいから早くチェックインしよっ」  即尺! 即ハメ! 即効型の都合のイイ絶倫海外セレブ妻ビッチCome Back!! 人妻:スミレさん。（2月1日、ナンパJAPAN）
- 熟女連れ込み! 他人棒と遊ぶ人妻 盗撮ドキュメントのすべて 33  ～勝負下着で迫り年下君の青臭いザーメンを一滴残らず絞りとる人妻たち～（2月8日、熟女プライベート/熟女卍）
- 内緒でエグいサービスしてくれたメンズエステ嬢を温泉旅行に誘って生ハメしたら何度も求めるヤリマンだった VOL.3（2月10日、DANDY）
- 彼女のお姉さんは巨乳と中出しOKで僕を誘惑 水川スミレ（2月15日、OPPAI）
- 熟女限定 熟女が部屋にやって来た お持ち帰り盗撮 そのままAV発売へ 50 若い青年男子の熱いチ●ポに欲情し精液を絞り採る痴女熟女編（2月15日、熟女バンク/熟女卍）
- 妻の出張中、義理の妹・スミレに誘惑された僕は30日間溜めた精子が空になるまで濃厚中出しセックスをした…。 水川スミレ（2月22日、マドンナ）
- 担任教師（女教師）の私は男子生徒のイチモツを喰べたい欲求に負けて放課後ラブホで何度も中出しを求めてしまった… 水川スミレ（3月1日、MOODYZ）
- スペンス乳腺開発クリニック 水川スミレ（3月15日、OPPAI）
- 担任女教師に今年も留年させられてチ○ポが合格できるまで痴女られて中出しされて卒業できなかった僕。 水川スミレ（3月15日、本中）
- 美人巨乳家族痴女ハーレム 居候先の絶倫一家に強制中出しされ続けるボクの日常 水川スミレ 真木今日子 深田結梨（3月15日、E-BODY）
- オレ専用メスイキさせてくれるペニバン痴女ギャル（3月15日、kira☆kira）
- ゴミ屋敷に監禁されたセレブ妻が媚薬でイカされ続けて細腰美尻をくねらせるキメセク汗だく潮吹きアクメ 水川スミレ（4月5日、MOODYZ）
- 彼女のお姉さんは超ビッチでヤリマン! 彼女が不在の間を狙って僕を逆レイプ強制中出し! 水川スミレ（4月5日、BeFree）
- お願いされたら断れないおっとり天然な人妻お姉さんの無自覚な誘惑。 水川スミレ（4月12日、ダスッ!）
- 女教師NTR 学年主任の妻が教頭先生と修学旅行の下見へ行ったきり… 水川スミレ（4月19日、溜池ゴロー）[12]
- 追撃男潮吹き・追撃強制中出し! 「もう射精してるってばぁ!」 365日、絶倫お姉さんにピストン止めてもらえないボク… 水川スミレ（4月26日、痴女ヘブン）
- 隣のピタパン美尻人妻の無自覚な誘惑に我慢できず即ハメ! バックピストン中出し! 水川スミレ（5月3日、ワンズファクトリー）
- 理性が吹き飛ぶほどの究極Body人妻との不倫性交。 水川スミレ（5月10日、ダスッ!）
- 隣家の美人なシンママさんにある日突然痴女られて一滴も残らず搾り獲られた陰キャな僕。 水川スミレ（5月10日、JET映像）
- 搾りヌク。 W痴女上司と相部屋… 出張先のビジホで、部下の男性社員を10発射精させる2人。 天海つばさ 水川スミレ（5月10日、アイデアポケット）
- 本番なしのマットヘルスに行って出てきたのは隣家の高慢な美人妻。弱みを握った僕は本番も中出しも強要! 店外でも言いなりの性奴隷にした 水川スミレ（5月17日、溜池ゴロー）
- 僕だけが知っている女上司の裏顔。 副業がSM女王様と知ってしまった僕は朝から竿がバカになるまで寸止め射精我慢でM男特訓され続けた焦らしデート後の愛あるご褒美中出し 営業部 スミレさん（5月17日、本中）
- 夫不在の5日間、初夜まで禁欲を命じられた私は性豪義父に身も心も調教されてしまった―。 望まない政略結婚、義父の狙いはワタシでした…。 水川スミレ（5月24日、マドンナ）
- エグイ程下品なドM痴女―死ぬ程イキまくりアへ顔アクメ痙攣お姉さん― 絶頂531回 痙攣7300回 エロ汁333000cc 水川スミレ（5月24日、痴女ヘブン）
- 息子の不在中に上の階の絶倫ヤンママからベランダに誘惑パンティを落とされて… 拾って渡して即犯され種付け性交。 水川スミレ（6月7日、MOODYZ）
- 匂い立つセレブ肛門 アナル舐めさせふやけるほど舐めさせて中出しセックスする細腰プリ尻痴女 水川スミレ（6月7日、ワンズファクトリー）
- 拉致監禁されたホワイトハッカー 水川スミレ（6月7日、アタッカーズ）
- 巨乳でスタイル抜群の凛々しい妻が俺の親父に寝取られ種付けプレスされていた。 水川スミレ（6月14日、ダスッ!）
- 「溜めすぎは体に悪いですよ」 スパイダー騎乗位乳首責め痴女ナース 水川スミレ（6月21日、MOODYZ）
- 呼べば性欲処理しに来てくれる巨乳の愛人肉便器と体液まみれの不純異性不倫 水川スミレ（6月21日、OPPAI）
- バイト先NTR 欲求不満な人妻の愚痴を聞いていたら毎日中出しSEXできた 水川スミレ（6月21日、溜池ゴロー）
- リピ客続出! 連射確定! 焦らしちゅぱしこ施術で話題のハーレムギャルエステが最&高 水川スミレ 逢見リカ（6月21日、kira☆kira）
- 田舎暮らしの僕が宝くじを当てた! 都会の最高級ゴージャスお姉さん 貸し切りハーレム中出し逆3P ～1000万円の夜～ 水川スミレ 蜜美杏（6月28日、本中）
- 超高級中出し専門ソープ 水川スミレ（7月5日、MOODYZ）[11]
- 女優×コスハメ 水川スミレちゃんと5コスプレ生ハメ撮り（7月5日、パコパコ団とゆかいな仲間たち/妄想族）
- AVを大音量で観ていたら隣家の美人妻がクレームを言いにきたのでフル勃起したデカチンを見せつけると欲情していたので 留守番してる旦那に奥さんの絶頂ボイスを聞かせてあげた件 9（7月5日、変態紳士倶楽部）
- ボディライン丸わかりグラマラスぬるぬる着衣SEX 水川スミレ（7月12日、ROYAL）
- 彼女と念願の初SEX! …のはずがフェラの最中で女上司に呼び出され、 生殺し勃起チ○ポがバレて10発中出しするまで逆セクハラ性交され続けた… 水川スミレ（7月19日、MOODYZ）
- 出張先で女上司から精力剤を盛られて毎日キメセク 金玉カラッポになるまで精子を搾り取られ続けた7日間 水川スミレ（7月26日、h.m.p DORAMA）
- 中出しするまで腰振り騎乗位! 精子が大好きなピタパン妻の家事代行サービス 水川スミレ（7月26日、VENUS）
- 潜入捜査官 媚薬快楽堕ちに抵抗する気高き女 水川スミレ（8月9日、ダスッ!）
- 痴女お姉さんの無限寸止め射精管理で快感暴発20発 水川スミレ（8月16日、MOODYZ）
- レギンス狂 水川スミレ（9月20日、ミル）
- 社員旅行で下品な宴会ゲームをやらされて発情した同僚たちに一晩中犯された彼女 水川スミレ（10月4日、ワンズファクトリー）
- はだかの主婦 台東区在住 水川スミレ (27)（10月20日、プラネットプラス/裸婦趣向）
- 気が強くて厳しい父は私の妻にメスイキ調教されていた。 水川スミレ（11月8日、ダスッ!）
- 金持ち父さん貧乏父さん美乳母さん 水川スミレ（11月23日、WildOne）
- 完全主観で楽しむ水川スミレとの新婚生活（12月20日、プラネットプラス/エモーション）

- 吸い込まれるクールビューティ美女生ハメ すみれ 水川スミレ（1月27日、First Star）
- 恋人いちゃラブドキュメント 超絶美スタイルいい女NO1 水川スミレちゃんと1日イチャイチャデート（2月7日、パコパコ団とゆかいな仲間たち/妄想族）
- 社内カースト最上級OL媚薬キメセク実験 水川スミレ（2月28日、グローリークエスト）
- イイオンナたちに、抱かれたい―。 上から… 下から… 前から… 後ろから… 全方向から責めまくる超立体型ハーレム逆5P マドンナ×痴女特化 その名も『アチージョ』爆誕!! 小花のん 黒川すみれ 篠田ゆう 水川スミレ（2月28日、マドンナ/ACHIJO）◎
- 最強美人SPをオスの全体重プレスでわからせる 水川スミレ（3月21日、MOODYZ）
- セフレちゃん スミレ ―会えば絶対ヤラせてくれる女―（3月21日、ティーチャー/妄想族）
- 完全顔出し現役ナースをガチナンパ! 白衣の天使がEDに悩む男を改善! ギン勃ちしたら喜んで中出しセックスまでさせてくれました! 6（3月23日、アイエナジー）
- 兄の彼女と留守番することになったら意外なほどだらしない部屋着兄カノの無防備な身体を見せつけられムラムラしていたらやらせてくれた 水川スミレ（4月4日、DEEP'S）
- 王族御用達VIP限定ソープランドNo.1泡姫の凄テク 水川スミレ（4月6日、BonキュンBon）
- 生理的に絶対ありえない。元セクハラ上司が営む中出しわいせつエステルーム 水川スミレ（4月11日、マドンナ）
- 【人格崩壊】大嫌いな元カレに媚薬を盛られた彼女は、カラダを震わせヨダレに精子まみれ。キメセク華奢エビ反り絶頂 水川スミレ（4月11日、ダスッ!）
- アナルのシワの数までハッキリわかる! ノーモザイク連続絶頂アナル見せオナニー 15（4月20日、アイエナジー）
- いちゃはこっ! 神ボディイチャラブ頂上決戦 SSS美BODYエロお姉さん・スミレちゃん & 超絶爆乳お元気中出しOK娘・はなちゃん（5月5日、SUKESUKE）
- 撮影の合間に入浴シーンを撮らせてもらいました!! 20人 VOL.02（5月23日、UMANAMI）
- 美乳 × 細腰 × 凄テク キレイだけじゃないSSS級美女 水川スミレBEST 9本番58射精（6月6日、ワンズファクトリー）※単体ベスト
- 【ハメログ】水川スミレにお酒を飲ませたらヤリマンオーラが全開だったのでそのままハメ撮りしちゃいました!（6月20日、チキチキカマー/妄想族）
- 実写版 美人教師は羞恥の虜 水川スミレ（7月4日、FunCity/妄想族）
- 僕たちの露出魔先生 普段は厳しい女教師が校内露出に耽っている姿を目撃してしまった僕は… 「学校でなんて絶対ダメなのに…恥ずかしい自撮りがやめられないの」（7月7日、ゲッツ!!）
- 痴女スミレの淫乱ドロドロ唾ベロ手コキ抜き 水川スミレ（7月10日、フェイティッシュ）
- 【神ギャル殿堂入り】やっぱりギャルが最強説! vol.7（8月15日、チキチキカマー/妄想族）
- 美女ベスト水川スミレ 4時間 美乳スレンダーマドンナ（9月12日、Mellow Moon）※単体ベスト
- 【シコり過ぎ注意】 個撮! ドスケベ娘! 巨乳! 肉尻! ギャル! 中出し! ハメ撮り! フル勃起で金玉カラッポでシコり過ぎ注意!（9月19日、チキチキカマー/妄想族）
- 愛しの人と3年ぶりの再会 朝まで10発強制射精 エロ過ぎる痴女の濃厚密着SEX 水川スミレ（9月26日、マッシュルーム/妄想族）
- Madonna電撃専属 真正痴女 水川スミレ 深く濃厚な接吻と寸止め中出しでM男クンを身も心もトロけさせる無限射精オーガズム（11月14日、マドンナ/ACHIJO）◎
- 愛を認めさせたくて妻と絶倫の後輩を2人きりにして3時間… 抜かずの追撃中出し計16発で妻を奪われた僕のNTR話 水川スミレ（12月12日、マドンナ）

- 夫には口が裂けても言えません、お義父さんに孕ませられたなんて…。-1泊2日の温泉旅行で、何度も何度も中出しされてしまった私。- 水川スミレ（1月9日、マドンナ）
- DAS1 GIRLS MEMORIES 水川スミレ 1st BEST（1月30日、ダスッ!）※単体ベスト
- 美しき人妻肉便器たち 恥辱の中出しバトル・ロワイヤル ～鬼畜資産家たちが集う狂気と欲望に満ちた賭博宿～ 沖宮那美 栗山莉緒 水川スミレ 竹内有紀（2月13日、マドンナ）◎
- 町内キャンプNTR テントの中で中出しされた妻の衝撃的寝取られ映像 水川スミレ（3月12日、マドンナ）
- 磨かれた肉体美、大人気のソープシリーズに初・出・演!! 身も心も相性抜群の2人―。 ”想い”と”唇”が重なる濃密接吻ソープ 水川スミレ（4月9日、マドンナ）
- 取引先の傲慢社長に中出しされ続けた出張接待。 専属美女、イイ女のスーツ『美』―。 水川スミレ（5月14日、マドンナ）
- 昔ツルんでいたセフレと偶然の再会… 部下の妻になっていたので、エビ反り媚薬キメセクで再び俺のオンナだと思い知らせた。 水川スミレ（6月11日、マドンナ）
- シリーズ累計15万DL!! 原作：サークルしまぱん 巨乳が二人いないと勃起しない夫のために友達を連れてきた妻2 究極の逆3Pハーレム同人続編を完全実写化!! おまけのバニーコスFUCKも特別収録!! 水川スミレ 美園和花（7月9日、マドンナ）◎
- 四六時中、娘婿のデカチ○ポが欲しくて堪らない義母の誘い 水川スミレ（8月13日、マドンナ）
- アパレルモデルズ NTR 水川スミレ（10月8日、マドンナ）
- 【神ギャル殿堂入り】ギャルがやっぱり最強説! vol.9（10月15日、チキチキカマー/妄想族）
- 寝取らせ串刺し輪姦 愛する妻を深奥まで犯し尽くして下さい―。 水川スミレ（11月12日、マドンナ）
- 厳格な巨乳上司にママ活で遭遇したら、子宮密着ホールド求愛されてオレの中出しで本当のママにしてしまった件。 水川スミレ（12月10日、ダスッ！）
- 女上司の秘密 プライベートはメス堕ちマゾ女だった 水川スミレ（12月24日、LUCY’S）

- 初めての女は親父の愛人 水川スミレ（1月20日、プラネットプラス）
- 隣人ガチャSSR確定演出。隣に引っ越してきたのはノーブラ乳首ポッチの美乳お姉さん。 水川スミレ（1月28日、ROYAL）[13]
- 九州の某マッスルバーに遊びに来てガチで雌の顔になった女子が筋肉ピストン中出しSEXされちゃった一晩の映像記録。（3月4日、ナンパJAPAN）
- 「あと何回戦できるの?w」 ヤリマンレジェンドヒーローズ 253分（3月21日、MBM）
- バツイチ子無し女が密かに営む裏風俗アパート。お金とSEXが大好きで美人な彼女の濃厚なフェラチオと裏オプの生ハメを求めて今日も客がやって来る。 水川スミレ（5月27日、Million）
- SNSで募集したM男をホテルへ連れ込み、射精管理と追撃男潮で痴女りまくり拘束ボンデージルーム! 水川スミレ（8月5日、グローリークエスト）

### アダルトVR
水川スミレ 名義
- 妊娠ウェルカムな極上ボディの彼女とSEX5連続（3月23日、世田谷VR）
- 誘惑♡美容室（4月13日、ドリームチケット）
- 水川スミレのオナニー見せつけ寸止めSEX（5月3日、ブイワンVR）
- 寸止め女教師ザーメン狩り ver.VR …でも授業中に生はマズくない?（5月18日、ワープエンタテインメント）
- Missスミレ 性欲の悪魔と社内で密着生中出しSEX（7月31日、KMPVR）
- 長尺VR! リアル悪徳エステ体験! ギャルに媚薬を飲ませ高級オイルマッサージで感度覚醒! コリをほぐすだけとグチョグチョに興奮したマ●コを刺激して痙攣するまで生中出し! ギャル特別編! AIKA 水川スミレ（8月31日、SCOOP）
- 学校で一番可愛かったヤンキー娘と久々の再会! 童貞をバカにしたくせに、1度チ●ポを挿れた瞬間からカラダをビクつかせてイキまくるヤリマンにどっぷり中出し! 水川スミレ（9月5日、SCOOP）
- 下着姿でうろつく姉 ～至近距離でランジェリー姿を見せつけてくる姉ちゃんに勃起してるのがバレて筆下ろしされてしまった【生中出し】密着グラインド対面座位とオッパイが目の前に来る抱きしめ騎乗位と羽交い絞めバックと超・覆いかぶさり正常位（9月28日、アリスJAPAN）
- AV女優が裏で個人経営するソープ店で連続射精!! 水川スミレ編（9月29日、KMPVR）
- 突然僕に起こった超ラッキーな1日!! 3人の色んな女とやりまくり入院生活! 月本愛 水川スミレ 真木今日子（10月17日、VR buz）
- ホテルでまさかのダブルブッキング!! バカンスで浮かれているノリノリの爆乳美女3人と王様ゲームでラッキースケベ大連発! しかもほろ酔い美女達は僕のチ●ポに興奮し夢のハーレム乱交SEXに展開しちゃったVR 日向うみ 水川スミレ 海空花（11月13日、Fitch）
- スケベな淫語を耳元で囁きながら寸止め焦らし… 密着抱きつき座位で小悪魔痴女中出し 水川スミレ（11月16日、こあらVR）
- 排卵日に夫の寝てる隣で中出し寝取りSEX 水川スミレ（11月22日、こあらVR）
- 突然僕に起こった超ラッキーな1日!! 3人の色んな女とやりまくり学校生活! 水川スミレ 月本愛 真木今日子（11月29日、VR buz）
- 鬼脚VR 罵倒×威圧×過激 攻めに責める過激3姉妹 AIKA 水川スミレ 星奈あい（12月20日、KMPVR-bibi-）※「VR-1グランプリ2018」エントリー作品[14]。
- 調教した美女3人があなたを奪い合う夢のハーレム性奴隷生活 高杉麻里 倉多まお 水川スミレ（12月28日、アタッカーズ）

- 結婚初夜に童貞喪失! 新妻がウブな僕に優しくエッチを教えてくれた… 初体験のキス/オッパイ揉み/フェラで大暴発! 肌が触れ合う濃厚密着SEXで何度も膣内射精! 水川スミレ（2月1日、V&R PRODUCE）
- M男専用VR 「おい! テメェ! 早くシコれよ!」 元ヤンキーの黒パンスト穿いたドS上司が上から目線で僕をバカにしながら見下し淫語オナサポ/ビンタ/脚コキ/唾吐き! 水川スミレ（2月8日、V&R PRODUCE）
- 目の前に広がるプッニプニモリマン（3月1日、ROOKIE）
- ランジェリー&パンストが目の前に広がるVR（3月8日、ROOKIE）
- 美脚×競泳水着×パンスト眼鏡 VR スレンダー美乳の眼鏡ギャルと中出しSEX 水川スミレ（3月22日、CRYSTAL VR）
- 深夜の回診。病室でSEXしてたのがスミレちゃんにばれちゃっておもちゃ責めにされちゃった僕…。 水川スミレ（4月3日、VR buz）
- 目の前でお尻をガッツリ開いて丸見えアナルをフリフリしてくれるVR（4月11日、ROOKIE）
- 目の前で女の子がバイブをマ○コにズポズポ入れてイッちゃうVR（4月26日、ROOKIE）
- パーフェクトボディ 魅惑の高級ランジェリー激性交! 水川スミレ（12月12日、TEPPAN）

- 家庭教師が媚薬で全身性感帯に! こんなに感じていたらもう勉強どころじゃない! 水川スミレ（3月18日、TEPPAN）
- 人気女優30人 見せつけ指オナニーコレクション 300分（4月27日、V&R PRODUCE）
- スタイル抜群! 憧れ女上司たちと出張先で相部屋飲み! 酔っ払い性欲モンスター化したW痴女の巨乳サンドイッチで逆セクハラ連続射精VR 三原ほのか 水川スミレ（11月6日、E-BODY）

- シンプルにヌケるが一番! 誘惑のボディーパーツを見抜けるVR。【奔放痴女編】（8月30日、MILU VR）

- 天井特化アングルVR ～捕食スパイダー騎乗位～ 水川スミレ（4月3日、KMPVR）
- 私があなたのオナニーを手伝ってあげるよ（6月26日、KMPVR）
- ノーモザフェラVR（8月26日、KMPVR）

- 痴女上司のWデカ尻パンパン騎乗位で気が狂いそうなほど寸止め焦らしされた後の天にも昇る最高の膣中射精 沙月恵奈 水川スミレ（10月6日、kawaii*）

- 至宝の肉体と 磨かれた魅惑とベロテクで男をイカせる昇天全身リップヘルス 水川スミレ（1月19日、	KMPVR-bibi-）
- 妖艶で、官能的で、しなやかな先生の脚。赤点常連のボクは、今日もスレンダー美脚を絡みつかせられながら補習とは名ばかりの調教を受けている。 水川スミレ（1月31日、KMPVR-彩-）

### アダルト配信
- Sさん (ORE-322)（4月12日、俺の素人）
- スミレ（5月14日、パコッター）
- スミレ 2（5月29日、パコッター）
- 消し忘れたハメ撮り動画 ファイル 005 すみれ  クールビューティー外資系OLのハメ撮り動画が流出!? スタイル抜群・スレンダー巨乳の強気なSキャラが魅せる痴女セックス。（7月15日、プレステージプレミアム
- サクラ（7月19日、エチケット）
- さくら (OREGR-022)（7月20日、俺の素人）
- すみれ（8月3日、ゲリラ）
- さくら (OREGR-028)（9月14日、俺の素人）
- 由紀さん（9月16日、おしゃぶりクッキング）
- Sさん (ORE-403)（10月7日、俺の素人）
- Sさん（11月25日、&OFF）
- SUMIRE（12月25日、&OFF）

- すみれ（1月16日、S-Cute）
- S-Cute KIRAY すみれ（4月20日、S-Cute）

- すみれ（1月13日、俺の素人）
- 街角シロウトナンパ すみれ 27歳 管理栄養士  健康的な褐色極上ボディを魅せつけられて一発ノックアウト!! キックボクシングで鍛え上げられたそのしなやかな身体を堪能!! スレンダーなのに見事なロケットオッパイ!! キュッとくびれたウエストをぐねんぐねんと動かす騎乗位は圧巻!! 一見ツンとしてそうなクールビューティーセレブ妻が乱れ狂うイキッぱなしの痙攣絶頂セックス!! 中出し3連発!!（7月17日、プレステージプレミアム）
- えろコスリレーバトン 8人目 世界の男とヤる!アネモネちゃん! 様々な人種のチ●コをハメ比べ、結局日本へ原点回帰! 極上のクビレにパイパンマ●コ! 手マン・クンニ・電マで鬼責め! チ●コ求めるスケベ肉壷に前から後ろから高速ピストン中出しwww（7月31日、SUKEKIYO）
- Ren  生中出し エロバズBODY（10月1日、MOON FORCE）
- 性欲を原動力に働くCA スミレ 25歳  CAさんと下品に濃厚生ハメ（10月20日、しろうとまんまん）
- パーフェクトボディの美形兄嫁 菫さん 34歳  腰止まんない快感セックス（11月9日、しろうとまんまん）
- 【配信専用】ムチプリ肉厚極上尻コキ!! 4  画面から飛び出さんとアナタの視界に迫り来る… デッカイたわわな桃尻…!!（11月26日、DOC）

- スミレ 3（3月5日、パコッター）
- スミレ 4（3月5日、パコッター）
- なつは（3月29日、ハメドリネットワークSecondEdition）
- なつは 2（4月9日、ハメドリネットワークSecondEdition）

- ＜エロい娘限定ヤリマン数珠つなぎ!! ～あなたよりエロい女性を紹介してください～ 98発目＞ SUMIRE 27歳 ダンサー 【神ボディ!! 変幻自在!! 魅惑の腰つき】 ダンスで鍛え抜かれた抜群のスタイルと自慢の腰振りテクニックで男を骨抜きにしてきた超ヤリマン登場!! しかもコロナ休養明けでムラムラはピーク状態!? 禁欲明けの性欲爆発SEXでエビ反りイキ絶頂!!（1月10日、プレステージプレミアム）
- 【流出】【あまちゅあハメREC ＃みーちゃん ＃24歳 ＃褐色肌の美乳お姉さん】【綺麗系アパレル店員が彼氏と一緒に人生初の大乱交!】 彼氏の要望で2人一緒にハプニングバーへ… 他人のSEXを鑑賞しながらの彼氏との前戯でマ○コはずぶ濡れ! 知らないおじさん達に至近距離でガン見されながらの彼氏とのラブラブSEXは感度が何倍にも! 彼氏の目の前で、手を、口を、マ○コを他人棒に好き放題されて入れ代わり立ち代わり大乱交SEX開始! 褐色肌にオイルをブチまけられヌルテカになるスケベなカラダ! オイルと汗と精子でドロドロになっていく彼女にド変態彼氏もご満悦♪（1月18日、MOON FORCE）
- 【エロのスジガネ NO.7】すみれ 25歳 スケベ酔拳の使い手 【セックス酔拳でヌキまくり】SNSで遊び相手を探す美人は男をたずねて三千里★★★ど変態!! 日本全国、時には海外までエロの旅慣れテーラー! お酒好き、酒の酔い、チンポに酔いしれ、男の酔いから醒めたくない!! はじまったらもうチンポは離さないずーっと朝までヤリまくる爆走ウーマンw 奥に突かれ奥までしゃぶり尽くす! おしっこ潮よだれ汁ダラダラ吸いつくような舐めといやらし腰使いで抜きまくりwww（2月4日、SUKEKIYO）
- MIZU（2月10日、素人ホイホイ）
- ミズ (26)（2月18日、素人ホイホイZ）
- 【配信専用】ヌキ無し店なのに… 超過剰サービスで疲労も精子もぶっ飛ぶ!! リピート確定! 搾精メンズエステ ＃6（3月10日、DOC）
- レンレちゃん（3月11日、ギャルpay）
- スミレ（3月25日、Buzzシロウト）
- 【しろうとハメ撮り ＃なつき #25歳 #旅行会社勤務】 【『最高級のSEXY』溢れ出すエロスに本能剥きだしSEX】 フェロモンむんむんで理性崩壊!? キッチンで欲情ナマナカ交尾!! 『調理しちゃうぞ…♪』 えち透けエプロンコスで映える美BODY! 自ら膣奥押し当て騎乗位→パイ射Finish!（6月1日、MOON FORCE）
- すみかちゃん（9月29日、新世代女子）

- 【超逸材! スポえろギャル!】 腹筋! 日焼け! ボンキュッボン! キックボクシングで鍛えた激烈ナイスバディなイイ女!!! 欧米帰りのセックス中毒ギャルに中出し色々4連発!!! 【スポえろジャーニー 30人目 ナナちゃん】（2月4日、Jackson）
- すみれ（2月21日、パコッター）
- スミレ（3月22日、えちえち素人）
- 【世界のヤリマン】エロい投稿を繰り返し過ぎてイ●スタ運営に確実に目をつけられてる垢BANの女王(凍結6回目)をSNSナンパ!! 世界を魅了するセックスシンボルは伊達じゃない!! 鍛え上げられたBODYに柔らかFカップを搭載した最強BODYを貪り尽くす!!【イ●スタやりたガール。】スミレ 26歳 イ●スタグラマー / 垢BANの女王（5月21日、Jackson）
- すみれ (pcotta574)（7月30日、パコッター）
- すみれ（8月6日、Beauty）
- すみれ 2 (pcotta583)（8月25日、パコッター）

- スミレ (icrm059)（2月9日、あいすくりーむ）
- 悪徳オーナーみたいな上着の巨乳美女 (YMYM-020)（2月27日、ヤミヤミ）
- 配信限定 ハメ撮り MADOOOON!!!! マドンナ専属女優の『リアル』解禁。 水川スミレ（3月5日、マドンナ）
- みれい (lady481)（4月13日、LadyHunter）
- すみれさん (bitz004)（5月28日、ビッチーズ）
- パパ活で出会った美女F (prgo138)（9月19日、ペロン・ゲリオン）
- パパ活で出会った美女K (prgo163)（9月22日、ペロン・ゲリオン）
- すみれ (ntk033)（10月5日、れいわしろうと）

- すみれ (jzt096)（1月24日、ぎがdeれいん）
- すみれ 2 (oksm063)（2月21日、ぎがdeれいん）

### イメージDVD / BD
水稀みり 名義
- Miri ハイテンションクイーン（2016年11月17日、REbecca）◎
- Million Dollar Nudity（2017年3月13日、Precious Beauty）◎

水川スミレ 名義
- セクシースナイパー（2020年10月23日、Superlative）◎

### 写真集
- 甘い蜜と甘い罠 水川スミレ写真集（2020年10月26日、ジーウォーク、撮影：14y.ムラミツ）ISBN 978-4-86717-086-1

### デジタル写真集

#### 水稀みり 名義
- ギリギリ★あいどる倶楽部 「奥まで愛して」 水稀みり写真集（10月3日、PAD）
- ギリギリ★あいどる倶楽部 「極上美女」 水稀みり写真集（10月3日、PAD）
- Miri ハイテンションクイーン デジタル写真集（12月14日、REbecca）

- 常夏の美少女 水稀みり（5月14日、プレステージ出版）

- 涼宮琴音 × 水稀みり SequenceNumber 013（12月27日、CielazurLivres）

- NUDE GRAVURE PORNO STAR 水稀みり（6月17日、プレステージ出版）
- PRESTIGE POSE MESSAGE 水稀みり 01（7月1日、プレステージ出版）
- PRESTIGE POSE MESSAGE 水稀みり 02（7月1日、プレステージ出版）
- PRESTIGE POSE MESSAGE 水稀みり 03（10月21日、プレステージ出版）
- PRESTIGE POSE MESSAGE 水稀みり 04（10月21日、プレステージ出版）

- PRESTIGE POSE MESSAGE 水稀みり 05（1月20日、プレステージ出版）

#### 水川スミレ 名義
- FLOWER 水川スミレ vol.01（1月20日、ジーウォーク、撮影：14,yムラミツ）
- FLOWER 水川スミレ vol.02（5月1日、ジーウォーク、撮影：14,yムラミツ）
- 愛に溺れる -深愛-【グラビア写真集】（5月21日、プレステージ出版、撮影：C:TAKERU）
- 愛に溺れる -深愛-【ヌード写真集】（5月21日、プレステージ出版、撮影：C:TAKERU）

- 絶対的スーパーナチュラルポーズブック 水川スミレ（2月25日、プレステージ出版、撮影：C:TAKERU）
- 絶対的透け透けテカテカポーズブック 水川スミレ（4月8日、プレステージ出版、撮影：C:TAKERU）
- 絶対的セクシーポーズブック 水川スミレ（5月20日、プレステージ出版、撮影：C:TAKERU）

- 全裸おみこしワッショーイ! 2023夏 週刊ポストデジタル写真集（7月21日、小学館、撮影：カノウリョウマ）[15]

## 製品

### カレンダー
- 水稀みり 2017年カレンダー（2016年9月17日、トライエックス）
- 水稀みり 2018年カレンダー（2017年9月30日、トライエックス）

### アダルトグッズ
オナホール
- HEAVEN’s GIRL -LUXURY HOLE- 水川スミレ（2018年10月10日、aurora toy）
- 女優図鑑 水川スミレの美乳（2019年1月31日、ケイ・エム・プロデュース）
- 欲情主義 FIT 水川スミレ（2019年11月27日、YELOLAB）
- 欲情主義 DX 水川スミレ（2019年11月27日、YELOLAB）
- 神フェラ 水川スミレ（2023年1月25日、SSI JAPAN）
- 日本の名器 水川スミレ（2023年5月10日、SSI JAPAN）

ローション
- 日本のローション 水川スミレ 180ml（2024年12月12日、ワイルドワン）

## 出演

### テレビ
- 真夜中のおバカ騒ぎ!（2016年7月、千葉テレビ・TOKYO MX） - 「恋愛講座! THE セクシーアカデミー!」に出演
- 第2回 セクシー女優ダラケ!のスカパー!水泳大会（2016年7月29日、BSスカパー!）
- ケンコバのバコバコテレビ（2016年9月 - 2017年、サンテレビ）
- 長瀬麻美の見まっせがな! #8（2017年4月、エンタ!959）
- 田村淳の地上波ではダメ!絶対! #33（2017年8月3日、BSスカパー!） - 「URanother sky」アシスタント
- もう!バカリズムさんの超H! #31（2022年1月31日、フジテレビONE）

### ウェブテレビ
- ゴッドタン dTVオリジナル #3「セクシー女優愛確かめ選手権」（2016年11月20日、dTV）
- ゴッドタン dTVオリジナル #6「セクシー女優ハメ-1GP」（2016年12月11日、dTV）
- 給与明細（2018年7月29日、2022年10月17日[16]、AbemaTV）[17][18]
- 愛のハイエナ（2023年7月11日、8月29日[19] - 9月12日、ABEMA）

### 映画
- 美人妻覚醒 破られた貞操（2016年10月7日公開、オーピー映画） - 「北島あおい」役[20]
- 師匠の女将さん いじりいじられ（2018年12月21日公開、オーピー映画） - 「鈴音那美」役[21][22]

### インタビュー集
- ハタチになったら死のうと思ってた AV女優19人の告白（2018年7月27日、ミリオン出版、著者：中村淳彦） ISBN 978-4-8130-2278-7 - 実話ナックルズ連載『職業、セックス。〜わたしが裸を売る理由〜』をまとめたインタビュー集。水川へのインタビューを収録。

### 雑誌
- 月刊DMM 2016年6月号（ジーオーティー） - 表紙、インタビュー
- 週刊大衆 2018年5月21日号（双葉社） - インタビュー「人気女優5人 本気体験インタビュー」